# Riu Fasis
Fasis (Phasis) fou un riu navegable de la Còlquida. Era considerada la frontera entre Europa i Àsia i era el punt més oriental al que s'arribava en vaixell navegant per l'Euxí. Naixia a les muntanyes Moschici i a la seva primera part rebia el nom de Boas. Desaiguava a l'Euxí després de rebre els afluents Rhion, Glaucos, i Hippos, prop de la ciutat de Fasis (Phasis). La seva aigua era molt freda i arribava a l'Euxí com a oli.
El seu nom antic fou Arcturos, i va agafar el nom de la ciutat de Fasis (Phasis) situada a la seva desembocadura.
Correspon al modern Rioni o Rion.